# Vestjyske Slagterier
Vestjyske Slagterier a.m.b.a. var en dansk slagterivirksomhed, der da den var på sit højeste omsatte for knap 12 mia. kr. og stod for 30,8% af svineslagtningerne i Danmark. Antallet af ansatte var omkring 5.200. Hovedsædet var beliggende i Struer.
Virksomheden blev dannet i 1986 ved en fusion af Struer-Hurup Andelsslagteri og Celebrity Slagterierne, der havde hovedsæde i Esbjerg. De følgende år udvidede virksomheden med opkøb og fusioner. Fra ØK overtog man bl.a. Plumrose med aktiviteter i England og USA.
I 1998 fusionerede Vestjyske Slagterier med Danish Crown, som dengang stod for ca. 60% af svineslagtningerne. I dag er næsten alle Vestjyske Slagteriers tidligere produktionsanlæg nedlagt.